# ميراث مزعج
الميراث المزعج: الجينات والعرق وتاريخ الإنسان هو كتاب صدر عام 2014 من تأليف نيكولاس ويد، كاتب وصحفي بريطاني ومحرر سابق للعلوم والصحة لصحيفة نيويورك تايمز.     في الكتاب، يجادل ويد أن التطور البشري كان "حديثًا وغزيرًا وإقليميًا"    وأن لهذا آثارًا مهمة على العلوم الاجتماعية.  وقد استنكر المجتمعُ العلمي الكتاب على نطاق واسع لتحريف البحوث في علم الوراثة السكانية البشرية.   

## الملخص
يكتب ويد عن الاختلافات العرقية بين البيض والسود والشرق آسيويين في النجاح الاقتصادي، ويقدم الحجة القائلة بأن الاختلافات العرقية تأتي من الاختلافات الجينية التي تضخمها الثقافة. في الجزء الأول من الكتاب، يقدم ويد وصفًا لأبحاث علم الوراثة البشرية. في الجزء الثاني من كتابه، يقترح ويد أن الاختلافات الإقليمية في تطور السلوك الاجتماعي تفسر العديد من الاختلافات بين المجتمعات البشرية المختلفة حول العالم. 

## الاستقبال
استنكر العلماء الكتاب على نطاق واسع، بما في ذلك العديد من أولئك الذين استند الكتاب إلى أعمالهم.     في 8 أغسطس 2014، نشرت صحيفة نيويورك تايمز بوك ريفيو رسالة مفتوحة موقعة من 139 من أعضاء هيئة التدريس في علم الوراثة السكانية وعلم الأحياء التطوري   والتي نصها: 
بعد النشر، وقعت الرسالة من قبل أربعة أعضاء هيئة تدريس آخرين.  رداً على ذلك، كتب ويد: "هذه الرسالة مدفوعة بالسياسة وليس بالعلم. وأنا واثق من أن معظم الموقعين لم يقرؤوا كتابي ويستجيبون لملخص مائل وضعه المنظمون".  وأضاف ويد أنه طلب من المؤلفين الرئيسيين للرسالة، جراهام كوب ومايكل آيسن، قائمة بالأخطاء حتى يتمكن من تصحيح الطبعات المستقبلية من الكتاب.  
كتب عالم الوراثة التطورية مارك جوبلينج، أحد الموقعين على الرسالة، مقال رأي في مجلة علم الوراثة التحقيقية التي يراجعها النظراء موضحًا أن الرسالة غير المسبوقة كانت ضرورية بسبب الطبيعة المغلوطة لحجة ويد وتداعياتها السياسية، مشيرًا إلى أن "مؤيديها المتحمسين يشملون بالفعل بعض المتعصبين البيض البارزين والساحر الكبير السابق لجماعة كو كلوكس كلان".  كما انتقد عالم الأحياء ماركوس فيلدمان، وهو أحد الموقعين على الرسالة، كتاب ويد، مجادلًا بأنه "من خلال استحضار ريتشارد لين حول التباين العنصري في معدل الذكاء والثروة، يخرج ويد من "ساحة التأملات" الخاصة به، مما يتركنا نستنتج ليس فقط أنه كذلك، ولكنه أيضًا مرتاح لرؤية ريتشارد لين العنصرية للعالم. 
تعرض الكتاب لانتقادات أخرى في سلسلة من خمس مراجعات أجراها أغوستين فوينتيس وجوناثان إم ماركس وجينيفر راف وتشارلز سي روزمان ولورا آر شتاين، والتي نُشرت معًا في المجلة العلمية علم الأحياء البشري. على سبيل المثال، وصف ماركس الكتاب بأنه "ثانوي بالكامل، وحججه مصنوعة من استشهادات انتقائية، وتحريفات، وعلم زائف تأملي". جعل الناشرون جميع المراجعات متاحة للوصول المفتوح من أجل تسهيل المناقشات حول هذا الموضوع. 
كتب عالم الأنثروبولوجيا جريج لادن أن علماء الأنثروبولوجيا كانوا في الغالب ينتقدون الكتاب، بينما استقبله علماء النفس والاقتصاديون بشكل عام بحرارة أكبر. ويخلص لادن إلى أن "الميراث المزعج هو في حد ذاته مثير للقلق، ليس بسبب سياسته ولكن بسبب علمه. حججها ليست سوى نسخ معدلة بشكل معتدل من الحجج التي تم تجاهلها منذ عقود من قبل أولئك الذين يدرسون بشكل منهجي ومنهجي التباين السلوكي البشري عبر الثقافات." 
كتب عالم الأحياء التطوري إتش ألين أور في مجلة نيويورك ريفيو أوف بوكس أن "المسح الذي أجراه ويد لجينوميات السكان البشريين حيوي وصالح للاستخدام بشكل عام. ومع ذلك، فهو لا يخلو من الأخطاء. فهو يبالغ على سبيل المثال، في النسبة المئوية للجينوم البشري التي يظهر دليلاً على الانتقاء الطبيعي الحديث."  يعلق أور على أن الكتاب، في جزئه الثاني، "يشبه نسخة بيولوجية إلى حد كبير من ادعاءات فرانسيس فوكوياما حول تأثير المؤسسات الاجتماعية على مصائر الدول في كتابه أصول النظام السياسي (2011)."  ينتقد أور ويد لفشله في تقديم أدلة كافية لادعاءاته، على الرغم من أنه وفقًا لأور، يعترف ويد بأن الدليل على أطروحته "غير موجود تقريبًا". 
كتب العالم السياسي تشارلز موراي مراجعة إيجابية في صحيفة وول ستريت جورنال،  واصفًا الكتاب بأنه "تاريخي"  وذكر أن معارضة الكتاب بين الأكاديميين سيكون الدافع وراءها هو " الصواب السياسي ".  انتقد الاقتصادي والتر إي بلوك أجزاء من الكتاب، لكنه خلص إلى أن "شجاعة ويد الأخلاقية والفكرية لا يمكن إنكارها".  كتب الإحصائي أندرو جيلمان: "باعتباري إحصائيًا وعالمًا سياسيًا، أرى سذاجة في سرعة ويد في افتراض وجود علاقة وراثية لأي تغيير في السلوك الاجتماعي". 